# Langa del Castillo
Langa del Castillo ist ein spanischer Ort und eine Gemeinde (municipio) mit nur noch 110 Einwohnern (Stand: 2024) im Süden der Provinz Saragossa in der Autonomen Gemeinschaft Aragonien. Die Gemeinde gehört zur bevölkerungsarmen Serranía Celtibérica.

## Lage und Klima
Langa del Castillo liegt ca. 90 km (Fahrtstrecke) südsüdwestlich der Provinzhauptstadt Saragossa in einer Höhe von ca. 870 m.
Ein jährlicher Niederschlag von 448 mm hat ein gemäßigtes Klima zur Folge.

## Geschichte
Erstmals urkundlich erwähnt wurde Langa del Castillo 1131. Die noch erhaltene Burgruine stammt aus dem 14. Jahrhundert.

## Bevölkerungsentwicklung
| Jahr      | 1970 | 1981 | 1991 | 2001 | 2011 | 2021 |
| Einwohner | 320  | 214  | 200  | 192  | 145  | 116  |

## Sehenswürdigkeiten
- Pfarrkirche
- Torre del Homenaje
- Burgruine aus dem 14. Jahrhundert

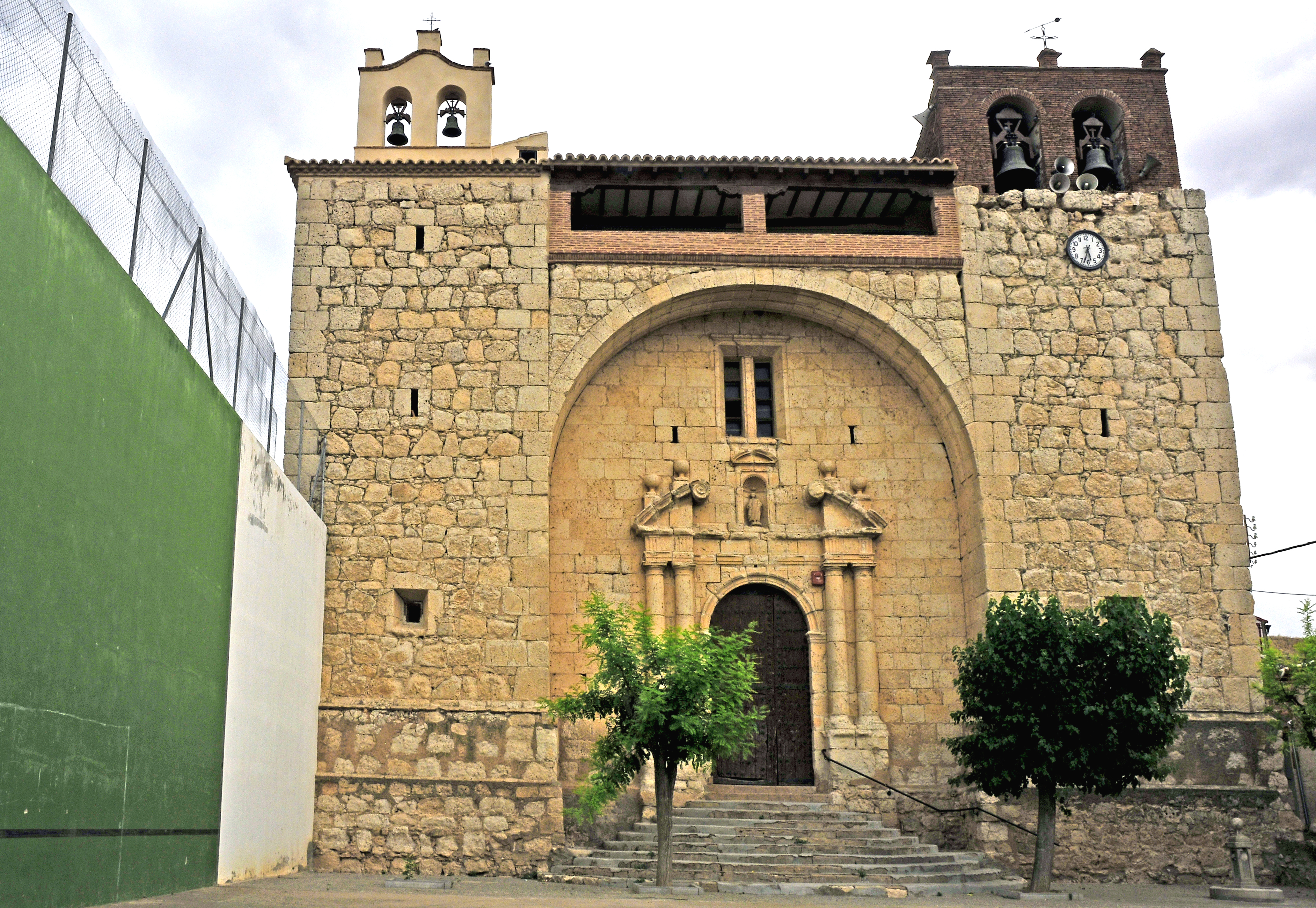
Peterskirche
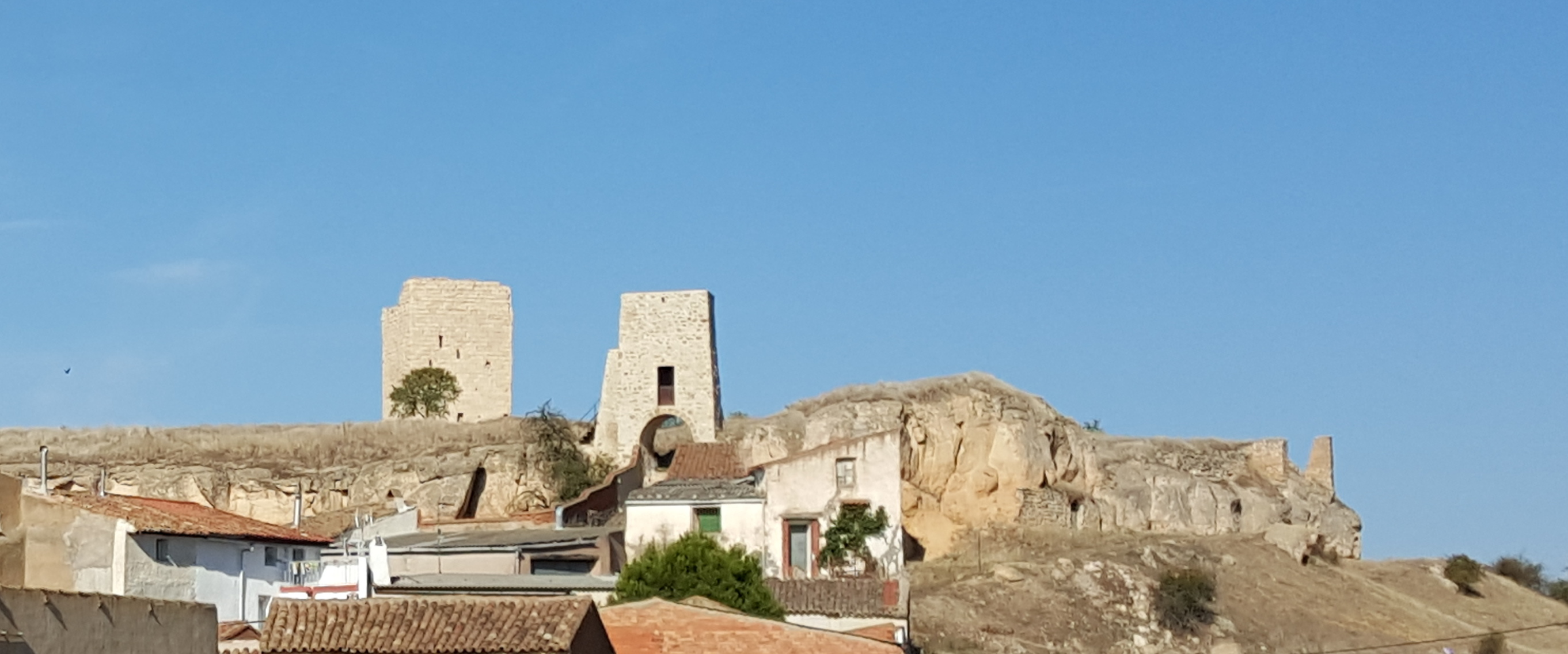
Burgruine